# Cymothoe theodosia
Cymothoe theodosia är en fjärilsart som beskrevs av Otto Staudinger 1889. Cymothoe theodosia ingår i släktet Cymothoe och familjen praktfjärilar. Inga underarter finns listade i Catalogue of Life.